# ویکتور بیگانسکی
ویکتور یولیان بیگانسکی (لهستانی: Wiktor Julian Biegański؛ ‏ ۱۶ نوامبر ۱۸۹۲ – ۱۹ ژانویهٔ ۱۹۷۴) بازیگر، فیلم‌نامه‌نویس، و کارگردان اهل لهستان بود.

## فیلم‌شناسی
- احساس مالکیت
- ماجراهای آنتون
- عمق پشیمانی
- بت
- عقاب کوچک
- اسباب‌بازی
- خواننده ورشویی
- پان تفاردوفسکی
- شوهرم امشب چه می‌کند؟
- عذاب عشق
- دوازده صندلی
- جنگل جوان
- عالی‌جناب، شاگرد مغازه